# Mullit
Mullit hay porcelainit là một khoáng vật silicat hiếm, với công thức Al(4+2x)Si(2-2x)O(10-x) hay (2+x)Al2O3.(2-2x)SiO2, với x = 0,17 đến 0,59. Nó là hợp chất không lượng pháp và có thể coi là tồn tại trong một khoảng dung dịch rắn.
Nó có thể tạo ra hai dạng lượng pháp là: 3Al2O3.2SiO2 (x = 0,25) và 2Al2O3.SiO2 (x = 0,4). Điều bất thường là mullit không có điện tích cân bằng các cation có mặt. Kết quả là có 3 vị trí nhôm khác biệt: 2 tứ diện bóp méo và 1 bát diện.
Mullit được mô tả lần đầu tiên năm 1924 cho biểu hiện khoáng vật trên đảo Mull, Scotland. Nó xuất hiện dưới dạng các thể vùi sét trong đá núi lửa trên đảo Mull, các thể vùi trong sillimanit trong tonalit tại Val Sissone, Italia và với các loại đá tựa corundit (đá bột mài) ở Argyllshire, Scotland.

## Porcellanit
Mullit (porcelainit) có thể được tìm thấy như là khoáng vật hợp thành trong một loại đá biến chất nhiệt gọi là porcellanit.

## Sử dụng trong đồ sứ
Mullit hiện diện dưới dạngcác tinh thể hình kim trong sứ.
Nó được tạo ra trong các quá trình nấu và nung khác nhau, và được sử dụng làm vật liệu chịu lửa, do điểm nóng chảy cao của nó là 1.840 °C (3.340 °F).
Năm 2006 các nhà nghiên cứu tại Đại học Học viện London và Đại học Cardiff đã phát hiện ra rằng các thợ gốm trong khu vực Hesse ở Đức từ thời Trung cổ đã sử dụng mullit trong sản xuất một loại chén nung được biết đến như là chén nung Hesse, nổi tiếng vì cho phép các nhà giả kim thuật nung các chén nung của mình tới các nhiệt độ rất cao.
Công thức làm ra chén nung Hesse là sử dụng đất sét cao lanh và sau đó nung nó ở nhiệt độ trên 1.100 °C đã được giữ bí mật trong nhiều thế kỷ.
Hình thái học của mullit cũng là quan trọng với ứng dụng của nó. Trong trường hợp này, có hai hình thái phổ biến của mullit. Một là hình tấm nhỏ với tỷ lệ co thấp và thứ hai là hình kim với tỷ lệ co cao. Nếu mullit hình kim có thể hình thành trong xương gốm trong quá trình thiêu kết, thì nó có ảnh hưởng đến cả các tính chất cơ học và vật lý bằng cách làm tăng độ bền cơ học và khả năng chống sốc nhiệt. Điều kiện quan trọng nhất liên quan đến thành phần hóa học của gốm. Nếu tỷ lệ silica và alumina với các vật liệu thấp kiềm như natri và calci được điều chỉnh, mullit hình kim sẽ hình thành ở khoảng 1.400 °C và các hình kim này sẽ khóa lẫn nhau. Sự khóa lẫn nhau cơ học này góp phần vào độ bền cơ học cao của sứ.

## Sử dụng làm chất xúc tác
Một nghiên cứu gần đây chỉ ra rằng một vật liệu tương tự như mullit được tổng hợp có thể là thay thế có hiệu quả cho platin trong các động cơ diesel để quản lý phát thải.